# تسلینکی
تسلینکی (به لهستانی:  Celinki) یک روستا در لهستان است که در گمینا ویلیخووو واقع شده‌است.